# Prosomphax
Prosomphax là một chi bướm đêm thuộc họ Geometridae.